# Logique dynamique
 (juin 2016).
La logique dynamique est une extension de la logique modale destiné au raisonnement portant sur des programmes informatiques et appliqué plus tard à des comportements complexes plus généraux découlant de la linguistique, de la philosophie, IA, et d'autres domaines.